# Lithochromis rubripinnis
Lithochromis rubripinnis é uma espécie de peixe da família Cichlidae.
É endémica da Tanzânia.
Os seus habitats naturais são: lagos de água doce.
Está ameaçada por perda de habitat.